# Decreto di San Valentino
Il decreto-legge n. 10 del 15 febbraio 1984, comunemente noto come Decreto di San Valentino (dal giorno in cui fu emanata la deliberazione del Consiglio dei Ministri), è stato un decreto emanato dal Governo Craxi I.
Emanato il 15 febbraio 1984, il decreto è di per sé decaduto dopo 60 giorni per mancata conversione in legge in tempo. È stato emanato di nuovo il giorno dopo la scadenza del precedente come decreto-legge 17 aprile 1984, n. 70 e infine convertito in legge con la legge 12 giugno 1984, n. 219.

## Storia

### Antefatti
A seguito della crisi petrolifera del 1973 e quella del 1979 e della conseguente recessione globale, in vari paesi si adottarono diverse misure per contenere l'inflazione che andava aumentando costantemente (come in Spagna, dove si firmarono i Patti della Moncloa nel 1977, e nei Paesi Bassi nel 1982 con l'accordo di Wassenaar).
In Italia l'inflazione raggiunse il 20% nell'anno 1980 e, dopo vari provvedimenti minori, nel gennaio 1983 si giunse all'accordo Scotti che conteneva già dei provvedimenti in merito al contenimento dell'inflazione stessa, puntando a ridurla al solo 10% entro la fine del 1984. Nel frattempo l'inflazione già cominciava a calare in maniera tendenziale, anche per via della progressiva risoluzione dei problemi in medio oriente.

### L'accordo e il referendum

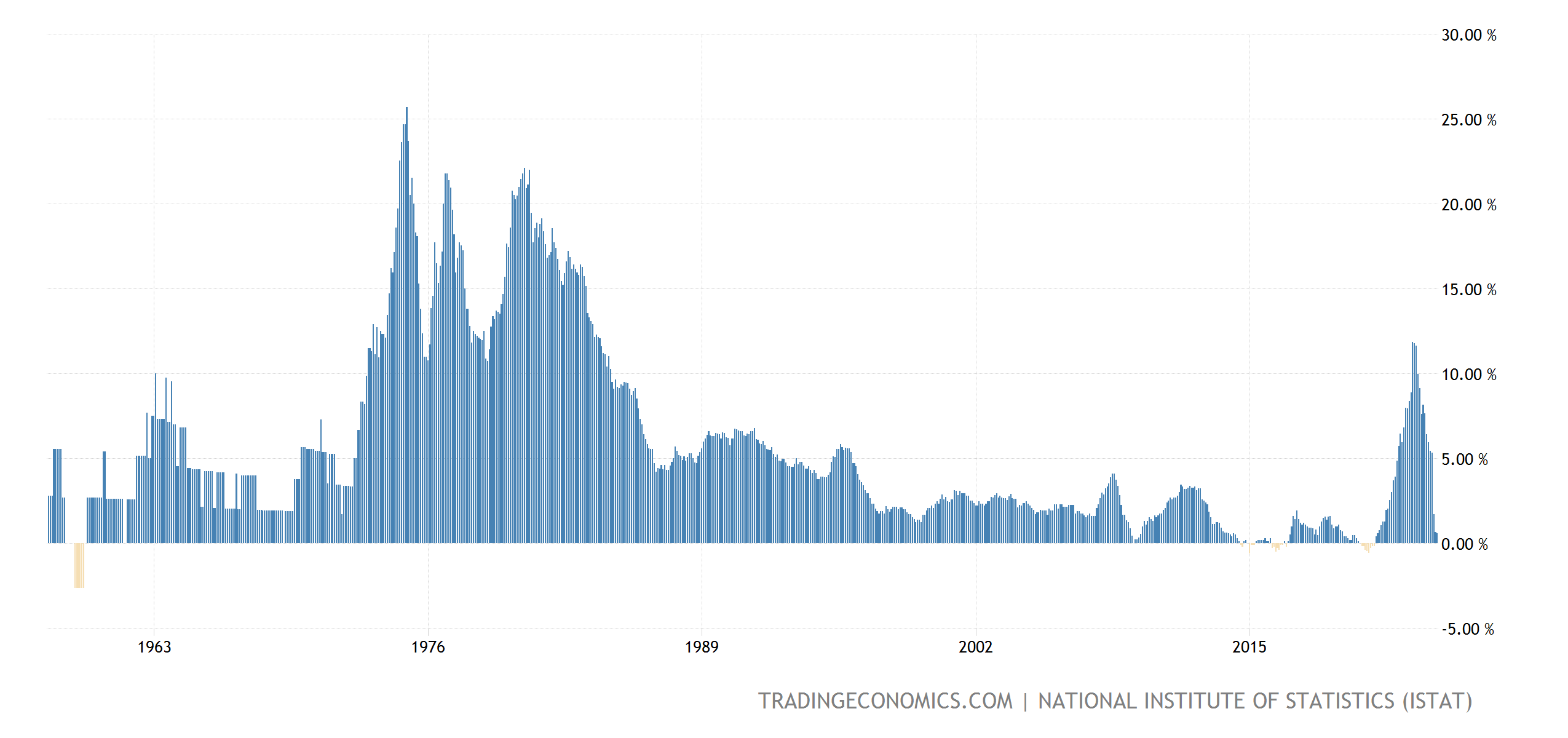
Andamento mensile dell'inflazione dal 1962 al 2022 in Italia. Al momento della promulgazione del decreto nel febbraio 1984, l'inflazione era già calata dal 20% al 14% circa in tre anni.

Con l'arrivo dei socialisti al governo nella seconda metà del 1983, la lotta all'inflazione diventa prioritaria e la scala mobile viene visto come lo strumento adatto per raggiungere più agevolmente e con meno effetti collaterali tale obiettivo: tale idea era stata suggerita da Ezio Tarantelli qualche mese prima in una serie di articoli di giornale. Il 13 febbraio 1984 la confederazione della CGIL si spacca sulla manovra antinflazionistica preparata dal governo: i socialisti la approvano, mentre la componente comunista maggioritaria la respinge. Anche il PLI esprime perplessità di concedere un solo punto di contingenza rispetto ai quattro previsti. La manovra sul lavoro nella sua più ampia forma riscuoteva perplessità anche su altre questioni e da più partiti. Il governo inizia a propendere così per la strada del decreto-legge. Il giorno dopo le parti sociali si riuniscono e firmano un accordo, chiedendo al governo di rendere esecutivo tale accordo con un atto legislativo: lo stesso Craxi affermò in seguito che il clima fino a qualche giorno prima non gli sembrava di scontro all'interno dei sindacati.
Si sviluppa subito uno scontro molto forte tra le varie forze sindacali, lavoratrici e politiche, costringendo il governo a emanare un decreto-legge per la manovra. La DC, pur appoggiando la manovra, rispose che i lavoratori sarebbero dovuti essere risarciti se l'inflazione non fosse scesa sotto il 10%.
Dopo la conversione in legge ad aprile, il PCI (oltre all'MSI e a Democrazia Proletaria) - con il nuovo segretario Alessandro Natta che aveva sostituito Enrico Berlinguer morto poco dopo la conversione in legge del decreto - si impegnò per far indire un referendum abrogativo, in particolare sul taglio dei punti di contingenza. Il referendum sulla scala mobile si tenne nel giugno del 1985 e vide il NO prevalere per circa il 54% dei voti.  